# Franciszek Motylski
Franciszek Motylski (ur. 10 lutego 1900 w Woli Krzysztoporskiej, zm. 6 stycznia 1983 w Warszawie) – polski inżynier komunikacji, architekt.

## Życiorys
Podczas nauki w piotrkowskim gimnazjum należał do drużyny skautów. Podczas wojny polsko-bolszewickiej w 1920 walczył jako ochotnik, był dowódcą plutonu piechoty, za udział w działaniach zbrojnych został odznaczony Krzyżem Walecznych. Studiował na Wydziale Inżynierii Lądowej Politechniki Warszawskiej, ze względów materialnych przerywał kilka razy tok nauki, aby zarobić na utrzymanie jako nauczyciel, a następnie na stanowisku kierownika torów w Tramwajach i Autobusach m.st. Warszawy. Podczas mobilizacji przed wybuchem II wojny światowej zostaje skierowany do Twierdzy w Modlinie, walczył w jej obronie, a następnie dostaje się do niewoli. Po ucieczce z obozu przejściowego w listopadzie 1939 przystępuje pod pseudonimem „Dudzicz” do Służby Zwycięstwu Polski, a następnie do Związku Walki Zbrojnej i Armii Krajowej. Po wybuchu powstania warszawskiego dowodził samodzielnym plutonem saperów Szefostwa Saperów Komendy Okręgu Warszawskiego Armii Krajowej, który walczył na Woli, Starówce i w Śródmieściu. Po upadku walk powstańczych dostaje się do niewoli i zostaje przetransportowany do obozu jenieckiego w Lubece. Za walkę na polach boju zostaje odznaczony Krzyżem Virtuti Militari i ponownie Krzyżem Walecznych. Po powrocie do Warszawy pracował w Tramwajach Miejskich m.st. Warszawy oraz uczestniczył w odbudowie sieci komunikacji miejskiej. Odbudowywał Most Poniatowskiego oraz budował Trasę W-Z. W 1950 został głównym projektantem w Biurze Projektów „Stolica”, od 1953 wykładał na Wydziale Komunikacji Miejskiej Politechniki Warszawskiej. Uczestniczył w projektowaniu i pełnił nadzór realizatorski nad budową Trasy Mostowej im. Starzyńskiego, za co otrzymał Nagrodę Państwową I stopnia. Po przejściu na emeryturę w 1965 nadal pracował, był członkiem Naczelnej Organizacji Technicznej i Rady Naukowo-Ekonomicznej Województwa Warszawskiego. Pełnił funkcję rzeczoznawcy w Stowarzyszeniu Inżynierów i Techników Komunikacji.